# Хибні двері

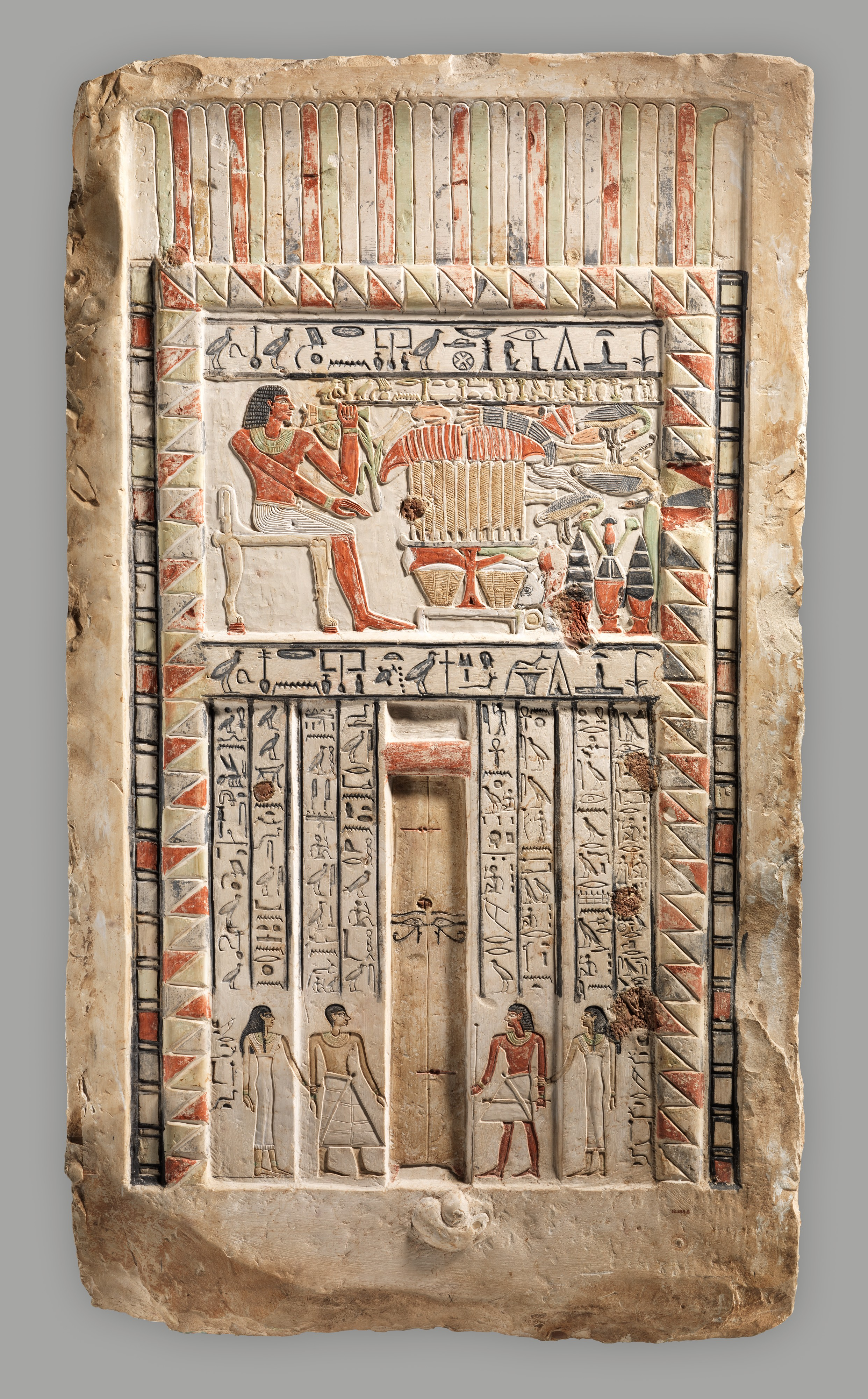
Хибні двері Неферіу (близько 2150 -2010 роки до н. е.), VIII — XI династії. Покійний зображений в центральній ниші перед столом підношень. Розфарбований вапняк. Метрополітен-музей (США)

Хибні двері — подоба дверей з лиштвою, в якому дверний проріз, будучи закладений, є неглибокою нішою. Можуть бути вирізані або намальовані на стіні. Поширений архітектурний елемент в гробницях Стародавнього Єгипту і донурагічної Сардинії. Пізніше хибні двері також зустрічаються в етруських гробницях, а за часів Стародавнього Риму їх використовували в інтер'єрах житлових будинків і гробницях.

## Стародавній Єгипет

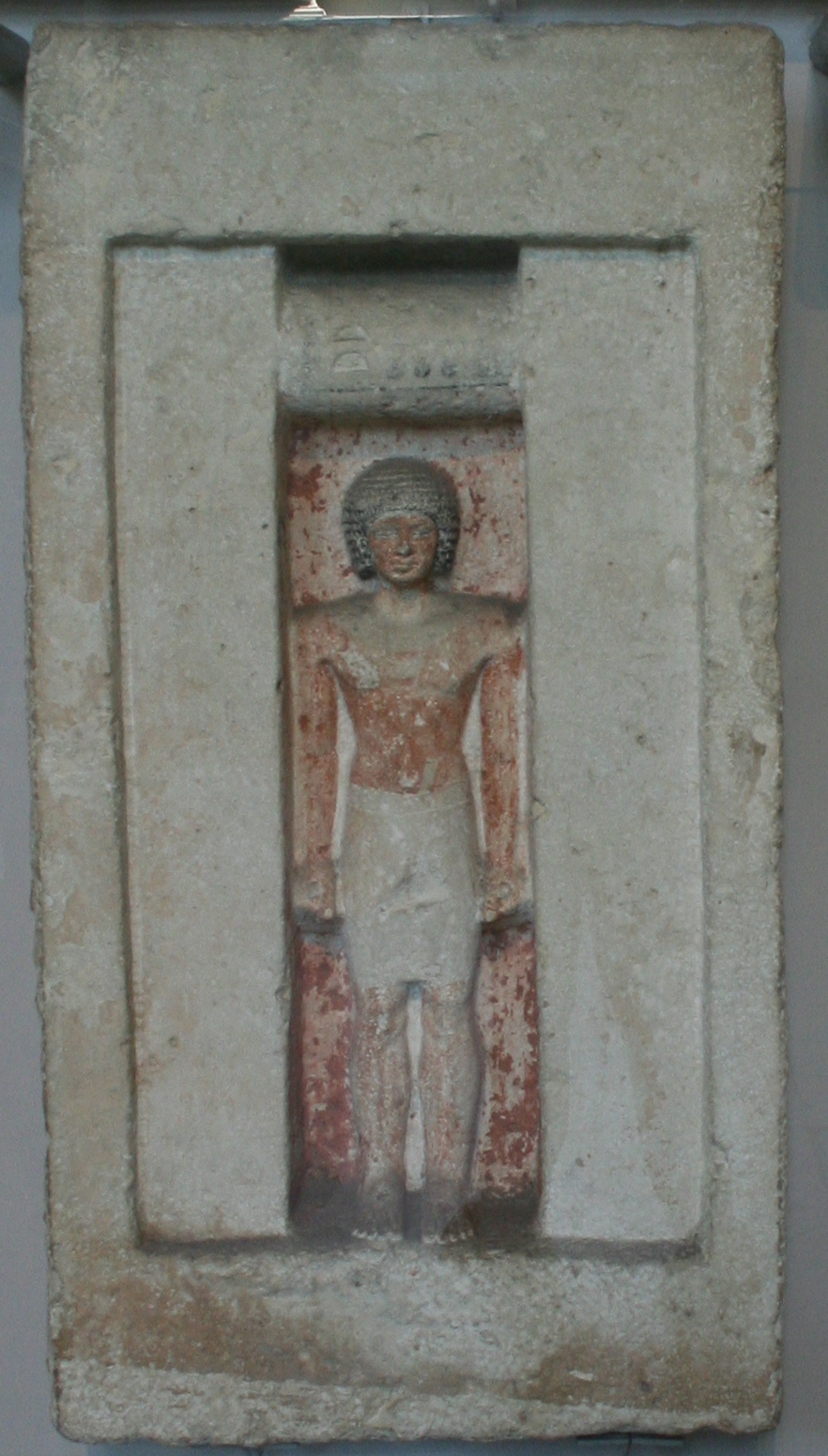
Хибні двері зі скульптурою, через які проходить покійний. Британський музей (Лондон)

Стародавні єгиптяни вірили, що між світами живих і мертвих розташовані хибні двері, через які може проходити божество або дух померлого. Хибні двері зазвичай були основою сердабу гробниці, де родичі залишали підношення покійному на спеціальній жертовній плиті перед хибними дверима. Більшість помилкових дверей розташовуються біля західної стіни похоронної камери або сердабу, оскільки древні єгиптяни асоціювали Захід із землею мертвих. У багатьох мастабах знайдені хибні двері.

### Структура
Хибні двері вирізалися з цільного каменю або дошки. Центральна їхня частина являла собою пласку панель або нішу, обрамлену декількома парами косяків для створення ілюзії глибини і переходів. Напівциліндричний барабан, вирізаний над центральною панеллю, імітував очеретяну рогожу, яка прикривала справжні двері.
Двері обрамлені серією карнизів і перемичок, прикрашені сценою підношення покійного (як правило, вирізалася трохи вище центру двері). Іноді власники гробниць зображувалися у вигляді статуй, що проходять крізь хибні двері.

### Написи
Бічні панелі зазвичай містять імена і титули покійних, ряд стандартних формул підношень. Ці тексти звеличують гідності померлого і висловлюють добрі побажання про його загробне життя.

Наприклад, хибні двері Анхіреса свідчать:
«Писар будинку божественних документів, жрець Анубіса, послідовник великого, послідовник Т'єнтета, — Анхірес».
На перемичці сказано:
«Його старший син паламар Медунефер зробив це для нього»
На лівому і правому зовнішніх одвірках зазначається:

"Підношення, які фараон і Анубіс, 
 Хто перебуває у божественному чертозі, дали для поховання на Заході, 
Які постаріли кращим чином."
 «Його старший син паламар Медунефер діяв від його імені, коли його поховали в некрополі. 
 Писар будинку божественних документів Анхірес». 

### Історичний розвиток

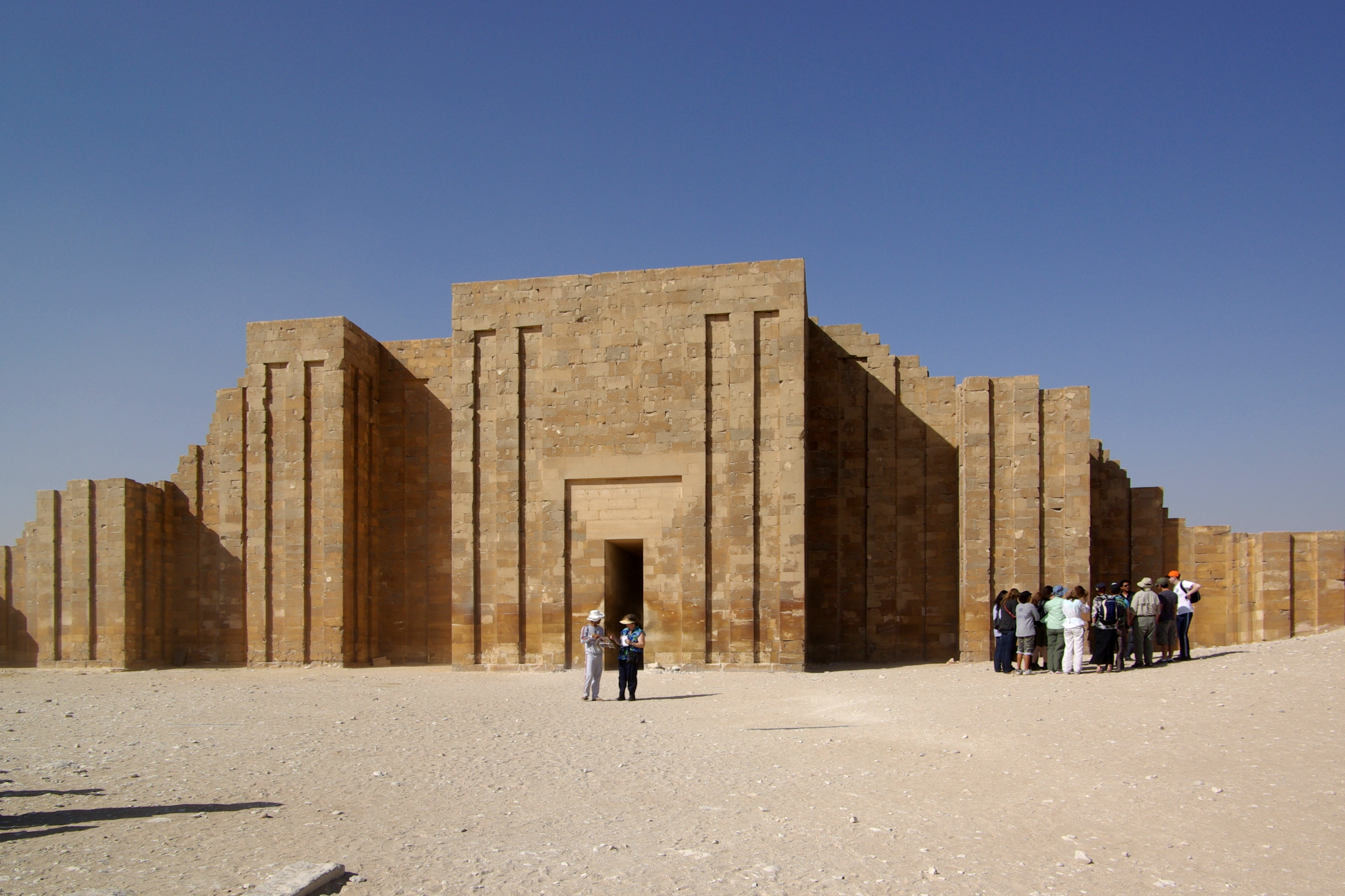
Відновлений заупокійний комплекс Джосера в Саккарі зображує палацовий фасад, архітектурний мотив якого склали хибні двері

Виконання хибних дверей з імітацією декількох дверей походить від нішового фасаду палацу, який отримав архітектурне поширення у Ранньодинастичному періоді. Хибні двері в мастабах вперше виконані при Третій династії Стародавнього царства і стали практично постійним елементом гробниць IV — VI династій. Протягом майже 150 років, що охоплюють правління фараонів Пепі I, Меренра I і Пепі II, хибні двері зазнали змін в частині панелей. Це допомагає історикам датувати гробниці.
Після першого перехідного періоду популярність хибних дверей знизилася. Їх замінили стели з місцем для запису похоронних текстів.

## Доісторична Сардинія
В Домус-де-Янасі в камерних гробницях донурагічної культури Оцієрі часто зустрічаються хибні двері, вирізані в стінах, уособлюючи вхід в підземний світ.

## Етрурія
У етруських гробницях хибні двері мають дорійський дизайн і завжди зображуються закритими. Найчастіше вони розфарбовані, але іноді покрита рельєфами (Гробниця Шаронте в Таркуїнії). На відміну від хибних дверей древніх єгиптян, етруські помилкові двері мають безліч інтерпретацій. Це могли бути двері в підземний світ, або позначали майбутнє місце дверного отвору в разі розширення гробниці, або це вхід до гробниці, як видно зовні. У гробниці авгурів в Таркуїнії двоє чоловіків зображені в лівій і правій частинах хибних дверей. Їхні жести скорботи свідчать про те, що померлий знаходиться за дверима.

## Древній Рим

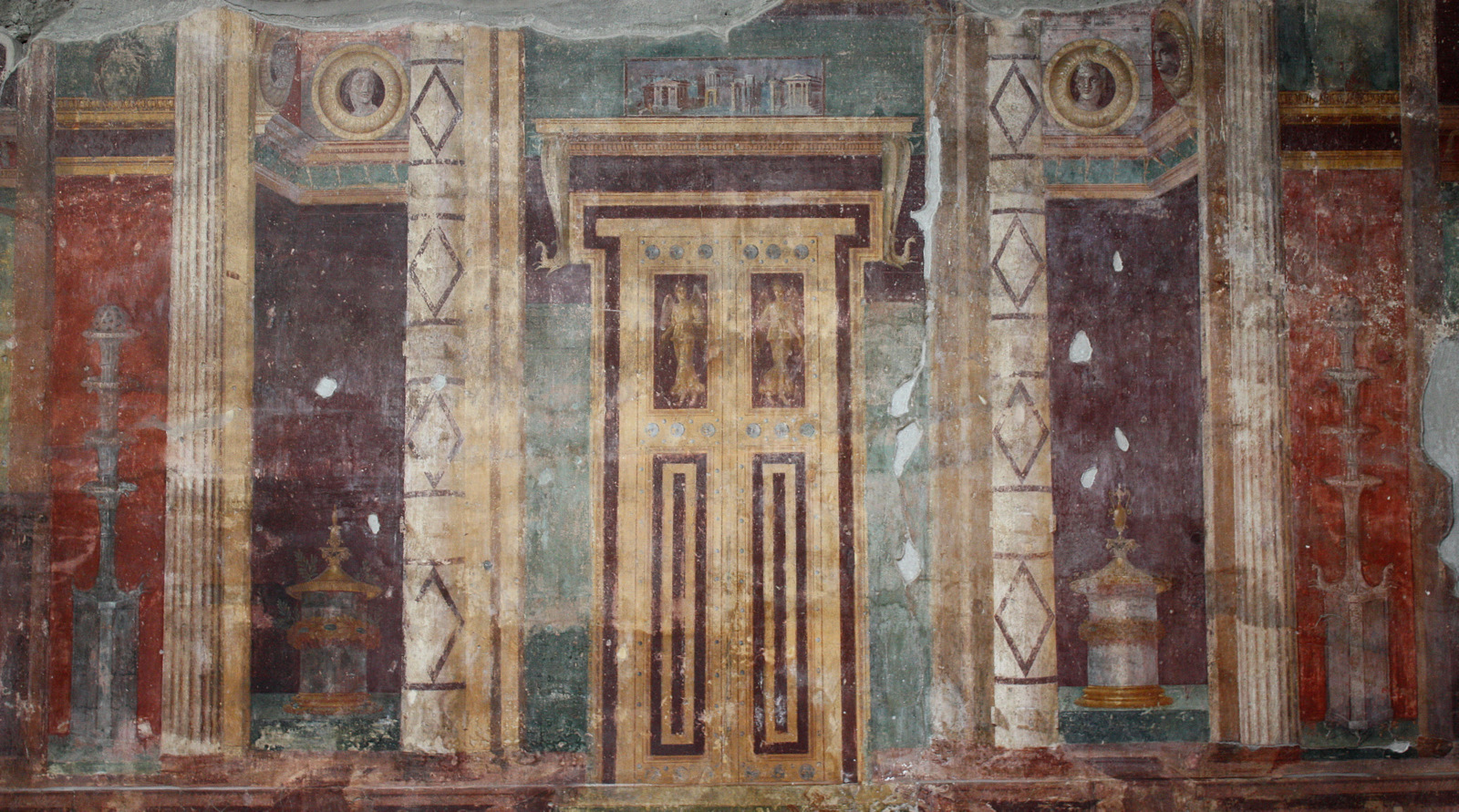
Фреска помилкових дверей в римській Вілле Поппеї

Намальовані двері нерідко доповнювали інтер'єр римських вілл. Прикладом може служити вілла Юлія Полібія в Помпеях, де хибні двері симетрично намальовані на стіні навпроти справжніх дверей. Крім створення архітектурної симетрії зображення помилкових дверей могло використовуватися для візуального розширення простору.